# Карахан, Лев Маратович
Лев Маратович Карахан (род. 27 августа 1953, Москва, СССР) — советский и российский кинокритик, киновед, журналист, редактор, продюсер и исполнительный продюсер, кандидат философских наук.

## Происхождение
Прадед по матери был земский деятель, депутат Государственной думы I созыва от города Воронежа Пётр Яковлевич Ростовцев (1863—1929).
Бабушка по матери — Ольга Петровна Карахан (д. Ростовцева) (1894—?) — сестра милосердия в Гражданскую войну.
Дед по матери — адвокат и финансист Иосиф Михайлович Карахан, брат Лев Михайлович Карахан (Караханян) (1889—1937) — революционер, советский дипломат.
Отец — Марат Аркадьевич Вайнтрауб (18.03.1921—1999) — юрист, адвокат, заведующий юридической консультацией № 10 Московской городской коллегии адвокатов, фронтовой друг Юрия Никулина.
Мать — Ольга Иосифовна Карахан (9 октября 1919 — ?) — двоюродная сестра Татьяны Николаевны Никулиной (жены Юрия Никулина), жили вместе с Никулиными в коммуналке в одном из переулков Арбата.
Троюродный брат — Максим Никулин.

## Биография
В 1975 году окончил факультет журналистики МГУ.
С 1976 года печатался в журналах «Советский экран», «Искусство кино», в газете «Комсомольская правда» и др..
С 1977 года работал в редакции журнала «Искусство кино». В 1993–2005 годах был заместителем главного редактора этого журнала.
Преподавал во ВГИКе.
Соучредитель дистрибьюторской компании «Фильм+», продюсирует фильмы и телесериалы.
Член Союза кинематографистов РФ и Российской академии кинематографических искусств «Ника».
Член жюри кинофестивалей «Киношок» и «Кинотавр» и др.

## Семья
Первая жена — Алёна Станиславовна Долецкая.
Вторая жена — Татьяна Иенсен, у них сын Алексей Львович Карахан, внуки Лев Алексеевич и Соня Алексеевна.

## Фильмография
- Фурцева. Легенда о Екатерине (2010)
- Частный сыск полковника в отставке (ТВ) (2010)
- Если нам судьба (сериал) (2009)
- Желание (2009)
- Непрощенные (2009)
- Два цвета страсти (сериал) (2008)
- Частный заказ (сериал) (2007)
- Капитанские дети (сериал) (2006)
- Алмазы на десерт (2006)
- Нелегал (2006)
- Родственный обмен (сериал) (2005)
- Как бы не так (ТВ) (2003)